# Zorro
Zorro là một nhân vật lịch sử hư cấu thuộc tuyến chính diện trong tiểu thuyết Lời nguyền của Capistrano của nhà văn Johnston McCulley vào năm 1919. Trong tiểu thuyết này, ông được coi là người anh hùng giấu mặt đầu tiên trong truyền thuyết hiện đại Mỹ. "Zorro" tiếng Tây Ban Nha có nghĩa là "cáo"

## Lịch sử
Ban đầu truyện viết về Zorro là loại hình truyện tranh, Zorro được cây dựng là một chàng hiệp sĩ đất California khi xứ này còn nằm dưới sự cai trị của Tây Ban Nha. Và Zorro là chàng trai quý tộc Tây Ban Nha thích mạo hiểm, luôn bảo vệ lẽ phải đã tung hoành trên California ngày đó.
Zorro tên thật là Don Diego de la Vega (hay Don Diego Vega), ông thường hóa trang thành một hiệp sĩ mặc bộ đồ đen, đội mũ đen, cưỡi ngựa đen và bịt mặt bằng khăn choàng đen. Ông được mô tả là người có tài đấu kiếm siêu việt, tài cưỡi ngựa và đặc biệt sau mỗi lần hành hiệp, ông luôn để lại dấu ấn của mình bằng một chữ "Z" được khắc bằng kiếm.
Sau này, các đời con cháu của ông cũng nối tiếp sự nghiệp ấy.
Nhân vật Zorro đã được xem là một huyền thoại trong văn hóa Mỹ, nguyên mẫu của nhân vật này được tái hiện lại qua nhiều bộ phim cùng tên về ông như: Huyền thoại Zorro.